# Aeroportul Guanambi
Aeroportul Guanambi (IATA: GNM, ICAO: SNGI) este un aeroport din Bahia, Brazilia ce deservește zona Guanambi. Aeroportul a fost tranzitat în 2022 de 28.745 de pasageri. A fost numit după zona deservită.
Situat la o altitudine de 553 m, aeroportul dispune de 1 pistă.

## Infrastructură

### Piste
Aeroportul dispune de o singură pistă. Pista 14/32 are suprafața de asfalt și dimensiunile 1.700 m × 30 m. 